# چرزه‌خون
چرزه‌خون یکی از روستاهای استان آذربایجان شرقی است که در دهستان اوجان غربی بخش مرکزی شهرستان بستان‌آباد واقع شده‌است. این روستا در سه کیلومتری بستان‌آباد در کنار جاده تهران و تبریز واقع شده‌است. این روستا بیش از ۳۰۰ خانوار ساکن دارد و بعلت درآمد بالای سرانه ساکنان آن از همه روستاهای شهرستان آبادتر می‌باشد.
دهخدا در کتاب لغت‌نامه دهخدا چنین می‌گوید:
چرزه خون دهی از دهستان اوجان بخش بستان آباد شهرستان تبریز که در ۴ هزارگزی جنوب بستان آباد در مسیر راه شوسه میانه به تبریز واقعست. آبش از دهات اوجانچای، محصولش غلات، سیب زمینی و یونجه، شغل اهالی زراعت و گله داری و راهش مال رو است.

## جمعیت روستا
طبق آمار سرشماری سال ۱۳۸۵ مرکز آمار ایران در این روستا تعداد ۳۳۴ خانوار با حدود ۱۵۴۸نفر جمعیت زندگی می‌کنند. که از این تعداد ۷۹۲نفر مرد و ۷۵۶نفر زن می‌باشند.براساس همین آمار حدود ۸۰درصد مردان و ۷۰درصد زنان روستا باسواد هستند.

## اقتصاد روستا
امروزه حدود یک سوم از اهالی روستا که شغل اصلیشان کشاورزی است از وسایل و تجهیزات مکانیزه برای کشت و برداشت محصولات خود استفاده می‌نمایند. در گذشته آبیاری زمین‌های کشاورزی از آب محدود رودخانه محلی اوجان چای صورت می‌گرفت و بدان جهت محصولات تنوع کمتری داشته و از لحاظ کمی نیز از سطح پایین تری برخوردار بودند ولی امروزه همه کشاورزان بدون استثنا دارای چاههای آب عمیق و نیمه عمیق بر سر مزارع خود هستند و با استفاده از موتورهای آب و دینام برق آب مورد نیاز مزارع را از زیر زمین استخراج می‌کنند.
محصولات زیر کشت تنوع یافته‌است که بخشی از آن‌ها عبارت‌اند از: سیب زمینی، هویج، خیار، گوجه فرنگی، لوبیا، باقلا، نخود، عدس، جو، گندم و سایر محصولات. چندین سال است که در این روستا و سایر روستاهای بستان آباد هویج تبدیل به محصول اصلی شده‌است.حدود دو سوم از اهالی روستا امروزه به کار کامیون داری و شغل باربری مشغول هستند به طوری که اهالی این روستا حدود 200 کامیون باری دارند. به علت رونقی این شغل در سال های اخیر پیدا کرده است، بیشتر نوجوانان و جوانان روستا به این شغل رغبت پیدا کرده و در نتیجه ادامه تحصیل به ویژه در سطح دانشگاهی به شدت کاهش پیدا کرده است. کاهش فرصت های شغلی در کشور ،تورم و پایین بودن حقوق مشاغل اداری و درآمد نسبتا بالای این شغل این روند را تسریع نموده است.